# Arcidiocesi di Camerino-San Severino Marche

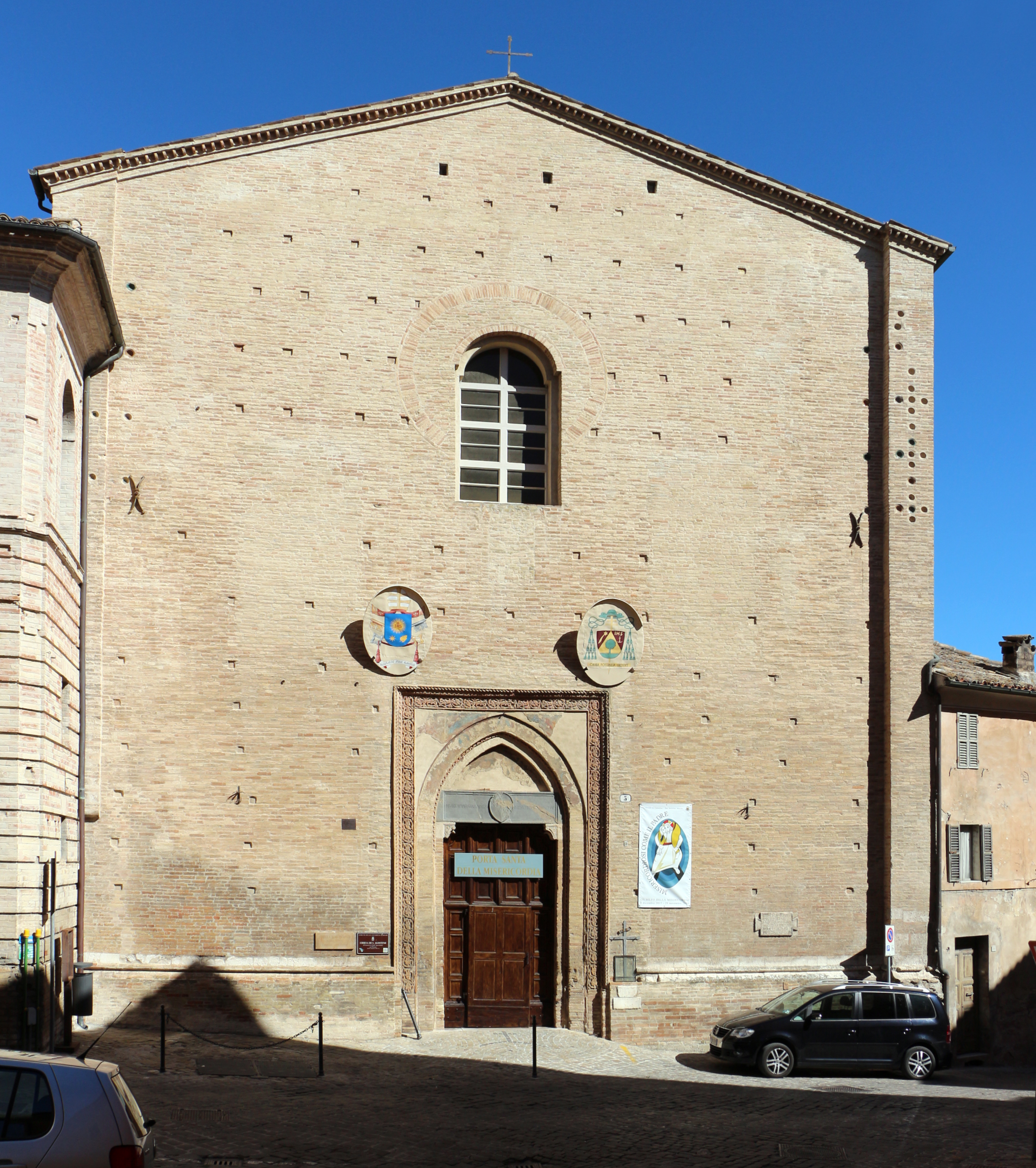
La concattedrale di Sant'Agostino a San Severino Marche.

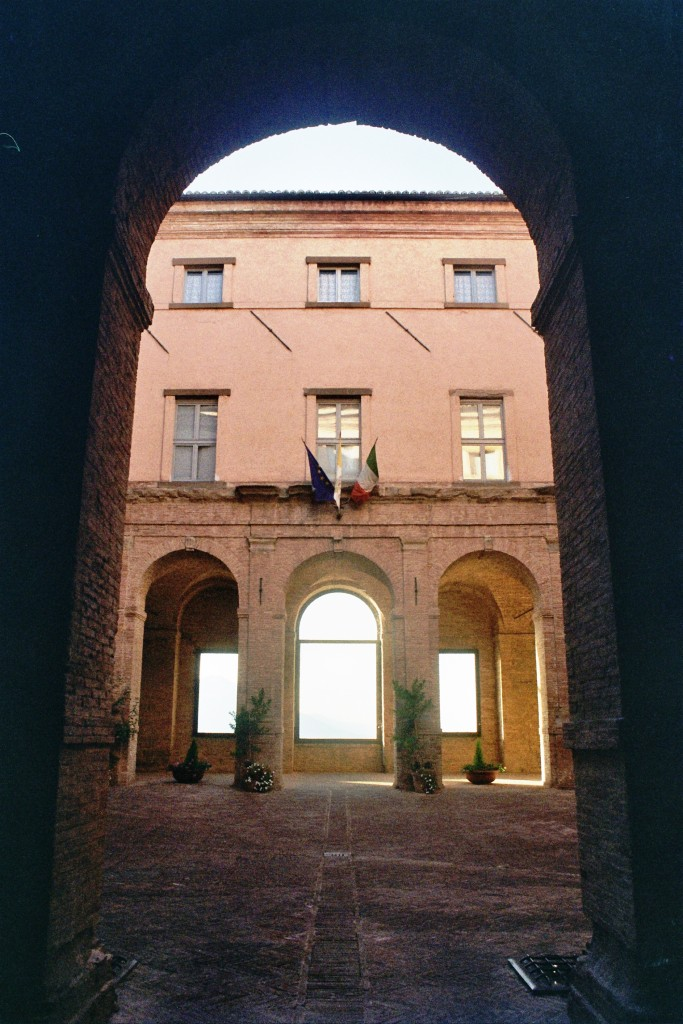
Il palazzo arcivescovile di Camerino.

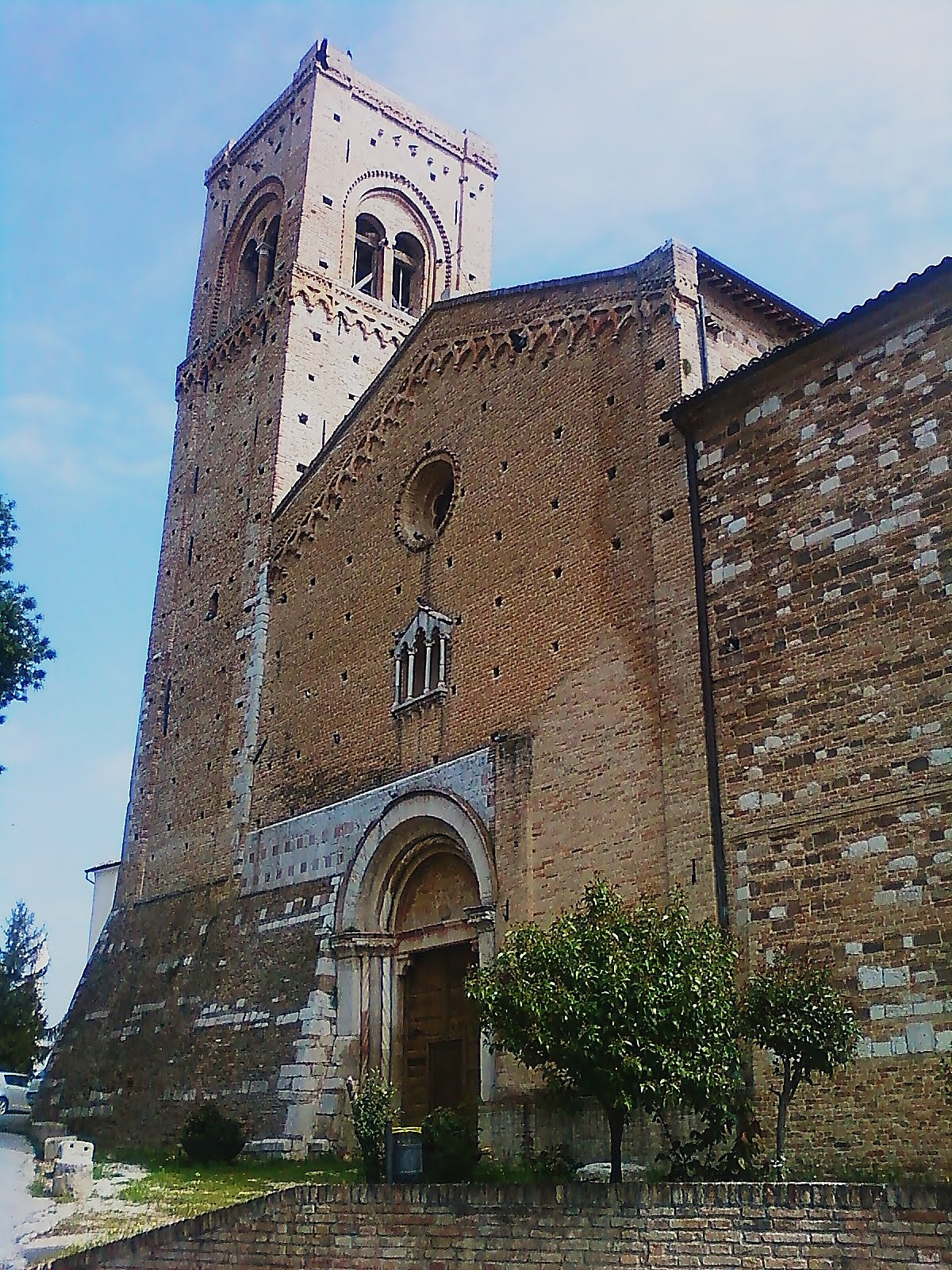
Il duomo vecchio di San Severino Marche.

L'arcidiocesi di Camerino-San Severino Marche (in latino Archidioecesis Camerinensis-Sancti Severini in Piceno) è una sede della Chiesa cattolica in Italia suffraganea dell'arcidiocesi di Fermo appartenente alla regione ecclesiastica Marche. Nel 2023 contava 54.000 battezzati su 57.000 abitanti. È retta dall'arcivescovo Francesco Massara.
Ne sono patroni san Venanzio (per Camerino) e san Severino (per San Severino Marche).

## Territorio
L'arcidiocesi comprende il territorio di 34 comuni delle Marche in 2 distinte province:
- 3 comuni in provincia di Ancona: Mergo, la maggior parte del territorio di Serra San Quirico[1] e Avacelli, frazione del comune di Arcevia;
- 31 comuni in provincia di Macerata: Acquacanina, Apiro, Belforte del Chienti, Bolognola, Caldarola, Camerino, Camporotondo di Fiastrone, Castelraimondo, Castelsantangelo sul Nera, Cessapalombo, Esanatoglia, Fiastra, Fiordimonte, Fiuminata, Gagliole, Monte Cavallo, Muccia, Pievebovigliana, Pieve Torina, Pioraco, Poggio San Vicino, Ripe San Ginesio, San Ginesio, San Severino Marche, Sarnano, Sefro, Serrapetrona, Serravalle di Chienti, Ussita, Visso, e Santa Maria Maddalena, località del comune di Gualdo.

Sede arcivescovile è la città di Camerino, dove si trovano la basilica cattedrale della Santissima Annunziata e la basilica minore di San Venanzio; a San Severino Marche sorgono la concattedrale di Sant'Agostino e l'antica cattedrale di San Severino.

### Vicarie e parrocchie
Il territorio si estende su 1.603 km² ed è suddiviso in 95 parrocchie organizzate in 6 vicarie: Camerino, Castelraimondo, Pieve Torina, San Ginesio, San Severino Marche e Serra San Quirico.

## Istituti religiosi
Nel 2017 sono presenti in diocesi i seguenti ordini e istituti religiosi:

### Istituti religiosi maschili
- Ordine dei frati minori (San Ginesio, San Severino Marche)
- Ordine dei frati minori cappuccini (Camerino, San Severino Marche)
- Istituto Croce Bianca (San Severino Marche)
- Ordine cistercense (San Severino Marche)
- Piccola opera della Divina Provvidenza (San Severino Marche)
- Terzo ordine regolare di San Francesco (San Ginesio, Camporotondo di Fiastrone)

### Istituti religiosi femminili
- Canonichesse regolari lateranensi (Caldarola)
- Monache benedettine (San Ginesio)
- Monache carmelitane (Camerino)
- Monache cistercensi della stretta osservanza (San Severino Marche)
- Monache clarisse (Camerino, San Severino Marche, Belforte del Chienti)
- Monache clarisse urbaniste (Apiro)
- Sorelle francescane del Cenacolo (Muccia)
- Monache benedettine (Castelsantangelo sul Nera)
- Suore convittrici del Bambin Gesù (San Severino Marche)
- Figlie di Maria Santissima dell'Orto (Serra San Quirico)
- Suore francescane di Santa Chiara (San Ginesio)
- Suore di San Giuseppe di Torino (Sarnano)
- Suore missionarie dell'amore di Cristo (San Severino Marche)

## Storia
L'odierna arcidiocesi nasce nel 1986 dall'unione di due precedenti sedi: la diocesi di Camerino, attestata storicamente dal V secolo, e la diocesi di San Severino, eretta il 26 novembre 1586.

### Camerino
Tradizionalmente si attribuisce la fondazione della diocesi di Camerino al III secolo, legata alla memoria del santo martire, e poi patrono, san Venanzio, nella cui passio compare il nome di un vescovo camerinese, Leonzio (circa 250), di dubbia esistenza. La diocesi è documentata storicamente solo con il vescovo Geronzio che partecipò al sinodo romano indetto da papa Ilario del 465. Per colmare il vuoto tra il presunto Leonzio ed il certo Geronzio, la tradizione locale ha inserito nelle cronotassi una serie di quindici nomi di vescovi, che sia Ughelli che Gams hanno escluso nei loro studi e che Cappelletti ritiene «essere senza verun fondamento».
In seguito alle distruzioni apportate dai Goti e dai Longobardi nel VI secolo, ai vescovi di Camerino i papi affidarono le sparute comunità cristiane rimaste di antichi municipi romani e sedi episcopali estinte, tra cui Septempeda, Tolentino, Urbs Salvia, Pollentia, Treia, Plestia e Cingoli. Nel corso del primo millennio cristiano i vescovi camerti esercitavano la loro giurisdizione episcopale su un vasto territorio. Di questo periodo sono noti una decina di vescovi, grazie alla loro partecipazione ai sinodi indetti a Roma dai pontefici. Tra questi si ricorda in particolare sant'Ansovino, consigliere dell'imperatore Ludovico II, e che prese parte al concilio romano dell'861.
Nel Medioevo fiorirono numerose abbazie e monasteri benedettini, tra cui si ricordano San Salvatore Rivuli sacri, San Michele infra Hostia, Sant'Elena prope flumen Aesinum, Santa Maria in Campo, San Salvatore in valle castri, San Flaviano de Rambona.
A partire dal XIV secolo iniziò lo smembramento del vasto territorio diocesano. Nel 1320 Camerino perse parte del suo territorio a vantaggio dell'erezione della diocesi di Macerata. Il 10 dicembre 1586 cedette un'altra porzione di territorio a vantaggio dell'erezione della diocesi di Tolentino; lo stesso anno, il mese di novembre, parte del territorio camerte fu ceduto per l'erezione della diocesi di San Severino. Camerino fu compensata con alcune parrocchie sottratte alla diocesi di Spoleto.
Nel 1597 il vescovo Gentile Dolfino istituì il seminario diocesano.
Nel 1608 il vescovo Giovanni Severini tenne il primo sinodo diocesano dopo il Concilio di Trento.
Il 15 novembre 1728 Camerino perse un'altra porzione di territorio per l'erezione della diocesi di Fabriano, che contestualmente fu unita aeque principaliter alla diocesi camerte. L'8 luglio 1785 un'altra cessione territoriale portò alla nascita della diocesi di Matelica; in questa occasione cessò l'unione aeque principaliter con Fabriano.
Per compensare Camerino di queste nuove perdite territoriali, papa Pio VI la elevò al rango di arcidiocesi con la bolla Quemadmodum apostolica del 17 dicembre 1787, confermando la sua immediata soggezione alla Santa Sede. Con la stessa bolla agli arcivescovi di Camerino fu concesso il privilegio del pallio, che mantennero fino al 1978, quando papa Paolo VI con il motu proprio Inter eximia riservò il pallio ai metropoliti, concedendo però a tutti coloro che ne già ne erano stati insigniti di continuare a portarlo fintanto che guidassero le diocesi loro assegnate.
L'8 febbraio 1817 Camerino cedette ancora una porzione di territorio a vantaggio dell'erezione della diocesi di Treia, affidata in amministrazione perpetua agli arcivescovi camerinesi fino al 1913.
Tra i primi arcivescovi si ricorda Nicola Mattei Baldini (1817-1842), che riconsacrò la cattedrale, ricostruita dopo il terremoto del 1799, celebrò un sinodo diocesano, ed accolse papa Gregorio XVI in visita a Camerino nel 1841. La seconda parte dell'Ottocento è segnata dall'episcopato di Felicissimo Salvini, il più longevo della storia della diocesi, con 46 anni di governo dal 1847 al 1893.
L'8 gennaio 1950, con la lettera apostolica Camertes quorum, papa Pio XII proclamò la Beata Maria Vergine in Via patrona principale della città e dell'arcidiocesi.

### San Severino
Septempeda, l'antica San Severino Marche, è attestata come diocesi unicamente dalla Vita sanctorum Severini et Victorini, composta tra il VII ed il IX secolo; in questa biografia si parla del vescovo Severino, che diede poi anche il nome all'attuale città, ritenuto il protovescovo della diocesi di Septempeda. Secondo Ughelli Severino sarebbe vissuto nel 540 circa e avrebbe assistito alla distruzione di Septempeda ad opera o dei Goti o dei Longobardi; Lanzoni invece avanza l'ipotesi che Severino di Settempeda possa identificarsi con il vescovo Severo, presente al concilio di Sardica intorno al 343-344. La Vita sarebbe l'unica attestazione dell'esistenza in antichità della diocesi di San Severino, ignota a tutte le fonti antiche, e i cui vescovi non presero parte a nessun concilio o sinodo dell'epoca.
La diocesi di San Severino fu eretta da papa Sisto V con la bolla Superna dispositione del 26 novembre 1586, ricavandone il territorio dalla diocesi di Camerino. Originariamente era immediatamente soggetta alla Santa Sede e aveva per cattedrale la chiesa di San Severino. Nel 1589 la diocesi entrò a far parte della provincia ecclesiastica dell'arcidiocesi di Fermo.
Un seminario a San Severino era già stato istituito nel 1566 dal vescovo camerinese Berardo Bongiovanni, prima ancora della nascita della diocesi.
Nel 1827 la cattedrale diocesana fu trasferita nella chiesa di Sant'Agostino, che venne solennemente consacrata dal vescovo Giacomo Rangiaschi il 29 giugno.
Tra i recenti vescovi di San Severino si ricordano: «Angelo Antonio Anselmi (1792-1816), esiliato a Como dal 1808 al 1813 per il rifiuto del giuramento al governo napoleonico; Giacomo Ranghiasci (1816-1838), restauratore della diocesi disastrata dalla bufera napoleonica; Francesco Mazzuoli (1847-1889), che con tanta saggezza e coraggio ha guidato la Chiesa nel periodo del risorgimento; Giosuè Bicchi (1893-1913); Vincenzo Migliorelli (1927-1930), che non ebbe l'approvazione del governo fascista.»
Il 4 novembre 1913 i vescovi di San Severino ottennero in amministrazione ad nutum Sanctae Sedis la diocesi di Treia, già amministrata dagli arcivescovi di Camerino; il 20 febbraio 1920, con la bolla Boni Pastoris di papa Benedetto XV, l'amministrazione apostolica divenne perpetua e durò fino al 1966.
Al momento dell'unione con Camerino, la diocesi di San Severino comprendeva 21 parrocchie nei comuni di San Severino Marche (19) e di Poggio San Vicino (1) e nella frazione di Frontale del comune di Apiro.

### Camerino-San Severino Marche
Nel 1966, dopo le dimissioni di Ferdinando Longinotti, la diocesi di San Severino Marche rimase vacante e fu affidata in amministrazione all'arcivescovo di Camerino Bruno Frattegiani che, il 21 giugno 1979, fu nominato anche vescovo di San Severino Marche, unendo così in persona episcopi le due sedi.
In seguito alla riorganizzazione territoriale delle diocesi marchigiane attuata il 19 marzo 1984 con il decreto Conferentia Episcopalis Picena della Congregazione per i vescovi, Camerino cedette cinque parrocchie alla diocesi di Cingoli, site nel territorio comunale di Cingoli, e sei parrocchie alla diocesi di Fabriano, poste nel territorio dei comuni di Genga e Sassoferrato; contestualmente, Camerino ha acquisito le parrocchie in territorio marchigiano appartenute a diocesi umbre, e cioè sette parrocchie nei comuni di Sefro, Serravalle di Chienti e Fiuminata dalla diocesi di Nocera Umbra e Gualdo Tadino; e 23 parrocchie nei comuni di Visso, Castelsantangelo sul Nera e Ussita dalla diocesi di Norcia.
Il 30 settembre 1986, con il decreto Instantibus votis della medesima Congregazione per i vescovi, è stata stabilita la plena unione delle due diocesi e la nuova circoscrizione ecclesiastica, resa contestualmente suffraganea dell'arcidiocesi di Fermo, ha assunto il nome attuale.
Dal 27 giugno 2020 è unita in persona episcopi alla diocesi di Fabriano-Matelica.

## Istituzioni culturali dell'arcidiocesi
Nel 1965 è stato istituito il museo diocesano ad opera del professor Giacomo Boccanera, ideatore e primo responsabile del museo, riaperto ufficialmente nel 2004 dopo il terremoto del 1997. Il museo raccoglie opere di artisti locali dal XIV al XVIII secolo, tra cui Giovanni Angelo d'Antonio, Giovanni Boccati, Girolamo di Giovanni, Ansovino di Vanni, Luca Signorelli, Girolamo Sparapane, Lazzaro Baldi, Giuseppe Bartolomeo Chiari e Francesco Trevisani.
Nel 1987 l'archivio arcivescovile è stato dichiarato di notevole interesse storico ad opera della Soprintendenza archivistica di Ancona, e aperto al pubblico dopo un attento riordino e una accurata catalogazione cartacea e digitale.
La biblioteca del seminario è stata fondata dal canonico Letterio Turchi nel 1819. «La parte più antica del fondo è costituita da un codice del XIV secolo, 26 pergamene, 4 incunaboli, 158 edizioni cinquecentine, 16 manoscritti, moltissimi preziosi volumi del sei-settecento».

## Cronotassi
Si omettono i periodi di sede vacante non superiori ai 2 anni o non storicamente accertati.

### Vescovi di Camerino
- San Leonzio † (circa 250)[15]
- Geronzio † (menzionato nel 465)[16]
- Costanzo ? † (menzionato nel 492/496)[17]
- Bonifacio † (menzionato nel 501)[18]
- Severo † (menzionato nel 559/561)[19]
- Glorioso † (menzionato nel 649)
- Felice † (menzionato nel 680)
- Solone † (menzionato nel 754)
- Fratello † (menzionato a giugno 844)
- Sant'Ansovino † (845 ? - 13 marzo dopo l'861 deceduto)[20]
- Celso † (menzionato nell'887)
- Eudone † (menzionato nel 945)[21]
- Pietro † (prima del 963 - dopo il 968)[21]
- Romualdo † (prima del 993 - dopo il 996)[21]
- Azo † (menzionato nel 1024)[21]
- Attone I † (menzionato nel 1050)[21][22]
- Ugo I † (prima del 1059 - dopo il 1096)[21]
- Lorenzo † (prima del 1103 - dopo il 1119)[21]
- Terramondo † (menzionato nel 1122)[21]
- Ugo II † (menzionato nel 1135)
- Teodino † (prima del 1146 - dopo il 1166)
- Accettabile Giberti † (prima del 1171 - dopo il 1186)
- Attone II † (prima del 1192 - dopo luglio 1223)
- Rainaldo † (prima di dicembre 1223 - dopo ottobre 1227)
- Filippo † (prima del 10 dicembre[23] 1230 - dopo il 10 marzo 1246 deceduto)
- Giovanni de Crudeto † (circa 1246 - ?)[24]
- Guglielmo † (1250 - 1259 nominato vescovo di Nepi)
- Guido † (dopo aprile 1259 - dopo il 1273)
- Rambotto Vicomanni † (prima del 24 febbraio 1279[25] - dopo giugno[26] 1307)
- Andrea † (prima del 28 marzo 1308[27] - prima di maggio 1310 deceduto)
- Bernardo Varano † (2/22 maggio[28] 1310 - dopo il 15 marzo 1327 deceduto)
  - Folco de Popia † (20 febbraio 1328 - 1328 dimesso) (amministratore apostolico)
- Francesco Monaldo † (20 giugno 1328 - dopo luglio 1353 deceduto)
- Gioioso Clavelli † (10 febbraio 1356 - 31 gennaio 1360 nominato vescovo di Penne)
- Marco Andrighelli, O.F.M. † (31 gennaio 1360 - 1373 deceduto)
- Gioioso Clavelli † (9 gennaio 1374 - ? deceduto) (per la seconda volta)
- Benedetto di Fabriano † (maggio 1378 - circa 1389 deceduto)
- Nuccio Salimbeni † (29 ottobre 1390 - circa 1406 deceduto)
- Giovanni † (1407 - 1431 ? deceduto)
- Pandolfo d'Alviano † (30 maggio 1431 - 1437 deceduto)
  - Alberto Alberti † (4 marzo 1437 - 11 agosto 1445 deceduto) (amministratore apostolico)
- Battista Enrici † (27 agosto 1445 - 1448 o 1449 deceduto)
- Malatesta Cattani da Sansepolcro † (26 marzo 1449 - prima del 4 marzo 1461[29] deceduto)
  - Alessandro Oliva, O.E.S.A. † (16 novembre 1461 - 20 agosto 1463 deceduto) (amministratore apostolico)
- Agapito Rustici-Cenci † (22 agosto 1463 - 8 ottobre 1464 dimesso)
- Andrea Perciballi da Veroli † (8 ottobre 1464 - dopo maggio 1478 deceduto)
  - Raffaele Riario † (27 luglio 1478 - 17 settembre 1479 dimesso) (amministratore apostolico)
- Silvestro da Labro † (17 settembre 1479 - 1482 deceduto)
- Fabrizio Varano † (13 giugno 1482 - 7 marzo 1508 deceduto)
- Francesco Della Rovere † (1508 - 11 giugno 1509 nominato vescovo di Vicenza)
- Anton Giacomo Bongiovanni † (27 giugno 1509 - 1535 dimesso)
  - Giovanni Domenico de Cupis † (5 luglio 1535 - 5 marzo 1537 dimesso) (amministratore apostolico)
- Berardo Bongiovanni † (5 marzo 1537 - 12 settembre 1574 deceduto)
- Alfonso Maria Binarini † (17 settembre 1574 - 26 aprile 1580 deceduto)
- Gerolamo Vitale de Buoi † (4 maggio 1580 - 26 gennaio 1596 deceduto)
- Gentile Delfino † (18 dicembre 1596 - 4 marzo 1601 deceduto)
- Innocenzo Del Bufalo-Cancellieri † (14 maggio 1601 - circa 1606 dimesso)
- Giovanni Severini † (20 febbraio 1606 - 14 marzo 1622 nominato arcivescovo di Manfredonia)
- Cesare Gherardi † (2 maggio 1622 - 30 settembre 1623 deceduto)
- Giovanni Battista Altieri † (26 febbraio 1624 - 1627 dimesso)
- Emilio Bonaventura Altieri † (29 novembre 1627 - 7 giugno 1666 dimesso, poi eletto papa con il nome di Clemente X)
- Giacomo Franzoni † (7 giugno 1666 - 28 settembre 1693 dimesso)
- Francesco Giusti † (23 novembre 1693 - 6 aprile 1702 deceduto)
- Bernardino Bellucci † (25 settembre 1702 - 15 febbraio 1719 deceduto)
- Cosimo Torelli † (15 maggio 1719 - 15 novembre 1728 nominato vescovo di Camerino e Fabriano)

### Vescovi di Camerino e Fabriano
- Cosimo Torelli † (15 novembre 1728 - 27 agosto 1736 deceduto)
- Ippolito Rossi † (27 settembre 1736 - 17 gennaio 1746 nominato vescovo di Senigallia)
- Francesco Vivani † (17 aprile 1746 - 30 dicembre 1767 deceduto)
- Luigi Amici † (20 giugno 1768 - 8 luglio 1785 nominato vescovo di Camerino)

### Vescovi e arcivescovi di Camerino
- Luigi Amici † (8 luglio 1785 - 5 luglio 1795 deceduto)
- Angelico Benincasa, O.F.M.Cap. † (27 giugno 1796 - 17 maggio 1815 deceduto)
- Nicola Mattei Baldini † (14 aprile 1817 - 27 gennaio 1842 nominato arcivescovo, titolo personale, di Montefiascone e Corneto)
- Gaetano Baluffi † (27 gennaio 1842 - 21 aprile 1845 dimesso[30])
- Stanislao Vincenzo Tomba, B. † (21 aprile 1845 - 5 febbraio 1847 deceduto)
- Felicissimo Salvini † (12 aprile 1847 - 23 gennaio 1893 deceduto)
- Celestino del Frate † (21 maggio 1894 - 26 aprile 1908 deceduto)
- Pietro Paolo Camillo Moreschini, C.P. † (29 aprile 1909 - 25 ottobre 1918 deceduto)
- Ettore Fronzi † (14 dicembre 1918 - 1º ottobre 1938 dimesso[31])
- Umberto Malchiodi † (14 novembre 1938 - 18 febbraio 1946 nominato vescovo coadiutore di Piacenza[32])
- Giuseppe D'Avack † (18 febbraio 1946 - 13 febbraio 1964 dimesso[33])
- Bruno Frattegiani † (14 febbraio 1964 - 30 settembre 1986 nominato arcivescovo di Camerino-San Severino Marche)

### Vescovi di San Severino Marche
- San Severino † (circa 540)
- Orazio Marzani † (13 gennaio 1587 - 3 giugno 1607 deceduto)
- Ascanio Sperelli † (3 giugno 1607 succeduto - 22 luglio 1631 deceduto)
- Francesco Sperelli † (22 luglio 1631 succeduto - febbraio 1646 deceduto)
- Angelo Maldachini, O.P. † (19 novembre 1646 - 22 giugno 1677 deceduto)
- Scipione Negrelli † (13 settembre 1677 - 11 maggio 1702 deceduto)
- Alessandro Avio † (2 ottobre 1702 - 15 settembre 1703 deceduto)
- Alessandro Calvi-Organi † (2 marzo 1705 - 25 luglio 1721 deceduto)
- Giovan Francesco Leoni † (24 settembre 1721 - 16 gennaio 1725 deceduto)
- Giulio Cesare Compagnoni † (21 febbraio 1725 - 12 aprile 1732 deceduto)
- Dionigi Pieragostini † (7 maggio 1732 - 8 dicembre 1745 deceduto)
- Giuseppe Vignoli † (14 giugno 1746 - 19 dicembre 1757 nominato vescovo di Carpentras)
- Francesco Maria Forlani † (19 dicembre 1757 - 5 giugno 1765 nominato vescovo di Civita Castellana e Orte)
- Domenico Giovanni Prosperi † (27 gennaio 1766 - 1º dicembre 1791 deceduto)
- Angelo Antonio Anselmi † (26 marzo 1792 - gennaio 1816 deceduto)
- Giacomo Ranghiasci † (22 luglio 1816 - 13 maggio 1838 deceduto)
- Filippo Saverio Grimaldi † (13 settembre 1838 - 1º dicembre 1846 dimesso)
- Francesco Mazzuoli † (4 ottobre 1847 - 11 febbraio 1889 dimesso[34])
- Aurelio Zonghi † (11 febbraio 1889 - 12 giugno 1893 nominato vescovo di Jesi)
- Giosuè Bicchi † (12 giugno 1893 - 18 gennaio 1913 deceduto)
- Adamo Borghini † (4 giugno 1913 - 27 dicembre 1926 deceduto)
- Vincenzo Migliorelli † (10 agosto 1927 - 27 febbraio 1930 dimesso[35])
  - Sede vacante (1930-1932)
- Pietro Tagliapietra † (22 febbraio 1932 - 12 settembre 1934 nominato arcivescovo di Spoleto)
- Ferdinando Longinotti † (22 ottobre 1934 - 5 ottobre 1966 dimesso[36])
  - Sede vacante (1966-1979)
- Bruno Frattegiani † (21 giugno 1979 - 30 settembre 1986 nominato arcivescovo di Camerino-San Severino Marche)[37]

### Arcivescovi di Camerino-San Severino Marche
- Bruno Frattegiani † (30 settembre 1986 - 20 aprile 1989 ritirato)
- Francesco Gioia, O.F.M.Cap. (2 febbraio 1990 - 9 gennaio 1993 nominato delegato del Pontificio consiglio per il dialogo interreligioso)
- Piergiorgio Silvano Nesti, C.P. † (23 luglio 1993 - 27 novembre 1996 nominato segretario della Congregazione per gli istituti di vita consacrata e le società di vita apostolica)
- Angelo Fagiani † (14 aprile 1997 - 3 settembre 2007 dimesso)[38]
- Francesco Giovanni Brugnaro (3 settembre 2007 - 27 luglio 2018 ritirato)
- Francesco Massara, dal 27 luglio 2018

## Statistiche
L'arcidiocesi nel 2023 su una popolazione di 57.000 persone contava 54.000 battezzati, corrispondenti al 94,7% del totale.
| anno                                 | popolazione | popolazione | popolazione | presbiteri | presbiteri | presbiteri | presbiteri                | diaconi | religiosi | religiosi | parrocchie |
| anno                                 | battezzati  | totale      | %           | numero     | secolari   | regolari   | battezzati per presbitero | diaconi | uomini    | donne     | parrocchie |
| ------------------------------------ | ----------- | ----------- | ----------- | ---------- | ---------- | ---------- | ------------------------- | ------- | --------- | --------- | ---------- |
| arcidiocesi di Camerino              |             |             |             |            |            |            |                           |         |           |           |            |
| 1950                                 | 77.600      | 78.000      | 99,5        | 196        | 169        | 27         | 395                       |         | 32        | 261       | 174        |
| 1959                                 | 76.430      | 76.500      | 99,9        | 188        | 159        | 29         | 406                       |         | 35        | 267       | 147        |
| 1970                                 | 51.471      | 51.471      | 100,0       | 135        | 135        |            | 381                       |         |           |           | 170        |
| 1980                                 | 51.900      | 52.200      | 99,4        | 138        | 116        | 22         | 376                       | 1       | 26        | 146       | 173        |
| diocesi di San Severino e Treia      |             |             |             |            |            |            |                           |         |           |           |            |
| 1950                                 | 20.000      | 20.000      | 100,0       | 76         | 45         | 31         | 263                       |         | 29        | 93        | 29         |
| 1969                                 | 14.650      | 24.068      | 60,9        | 91         | 59         | 32         | 160                       |         | 29        | 155       | 36         |
| diocesi di San Severino              |             |             |             |            |            |            |                           |         |           |           |            |
| 1980                                 | 22.748      | 22.807      | 99,7        | 68         | 46         | 22         | 334                       |         | 26        | 114       | 39         |
| arcidiocesi di Camerino-San Severino |             |             |             |            |            |            |                           |         |           |           |            |
| 1990                                 | 60.000      | 60.200      | 99,7        | 175        | 135        | 40         | 342                       |         | 51        | 200       | 95         |
| 1999                                 | 54.456      | 57.250      | 95,1        | 156        | 126        | 30         | 349                       | 1       | 33        | 150       | 95         |
| 2000                                 | 54.484      | 57.280      | 95,1        | 154        | 124        | 30         | 353                       | 1       | 33        | 150       | 95         |
| 2001                                 | 54.484      | 57.250      | 95,2        | 144        | 119        | 25         | 378                       | 1       | 28        | 150       | 95         |
| 2002                                 | 57.000      | 57.250      | 99,6        | 121        | 98         | 23         | 471                       | 1       | 26        | 150       | 95         |
| 2003                                 | 57.000      | 57.500      | 99,1        | 127        | 100        | 27         | 448                       | 1       | 30        | 128       | 95         |
| 2004                                 | 57.200      | 57.260      | 99,9        | 128        | 108        | 20         | 446                       |         | 23        | 120       | 95         |
| 2006                                 | 57.250      | 59.738      | 95,8        | 126        | 92         | 34         | 454                       | 1       | 48        | 180       | 95         |
| 2013                                 | 56.000      | 59.000      | 94,9        | 91         | 66         | 25         | 615                       | 2       | 38        | 146       | 95         |
| 2016                                 | 55.000      | 58.500      | 94,0        | 94         | 69         | 25         | 585                       | 3       | 34        | 143       | 95         |
| 2019                                 | 54.420      | 57.415      | 94,8        | 79         | 55         | 24         | 688                       | 3       | 27        | 121       | 95         |
| 2021                                 | 54.190      | 57.185      | 94,8        | 70         | 47         | 23         | 774                       | 5       | 28        | 72        | 95         |
| 2023                                 | 54.000      | 57.000      | 94,7        | 58         | 43         | 15         | 931                       | 6       | 21        | 76        | 95         |

### Per Camerino
- (LA)  Ferdinando Ughelli, Italia sacra, vol. I, seconda edizione, Venezia, 1717, coll. 546-570
- Giuseppe Cappelletti, Le Chiese d'Italia della loro origine sino ai nostri giorni, vol. IV, Venezia, 1846, pp. 231–315
- Francesco Lanzoni, Le diocesi d'Italia dalle origini al principio del secolo VII (an. 604), vol. I, Faenza, 1927, pp. 487–489
- (DE)  Gerhard Schwartz, Die Besetzung der Bistümer Reichsitaliens unter den sächsischen und salischen Kaisern : mit den Listen der Bischöfe, 951-1122, Leipzig-Berlin, 1913, pp. 229–230
- (LA)  Pius Bonifacius Gams, Series episcoporum Ecclesiae Catholicae, Graz, 1957, pp. 679–680
- (LA)  Konrad Eubel, Hierarchia Catholica Medii Aevi, vol. 1, p. 161; vol. 2, pp. XVIII, 116; vol. 3, p. 149; vol. 4, p. 131; vol. 5, p. 139; vol. 6, p. 143
- (LA)  Bolla Quemadmodum apostolica, in Bullarii romani continuatio, Tomo VI, Parte 2, Prato, 1852, pp. 1876–1878

### Per San Severino Marche
- (LA)  Ferdinando Ughelli, Italia sacra, vol. II, seconda edizione, Venezia, 1717, coll. 764-770
- Giuseppe Cappelletti, Le Chiese d'Italia dalla loro origine sino ai nostri giorni, Venezia, 1845, vol. III, pp. 729–750
- Francesco Lanzoni, Le diocesi d'Italia dalle origini al principio del secolo VII (an. 604), vol. I, Faenza, 1927, pp. 392–393
- (LA)  Pius Bonifacius Gams, Series episcoporum Ecclesiae Catholicae, Graz, 1957, pp. 723–724
- (LA)  Konrad Eubel, Hierarchia Catholica Medii Aevi, vol. 3, p. 298; vol. 4, p. 314; vol. 5, pp. 355–356; vol. 6, p. 378
- (LA)  Bolla Superna dispositione, in Bullarum diplomatum et privilegiorum sanctorum Romanorum pontificum Taurinensis editio, Vol. VIII, pp. 805–807